# ملرد (آیووا)
ملرد (به انگلیسی: Mallard) شهری در ایالت آیووا کشور ایالات متحده آمریکا است که جمعیت آن در سرشماری سال ۲۰۱۰ میلادی، ۲۷۴ نفر بوده‌است.